# The Prisoner of Zenda (1922)
The Prisoner of Zenda is een Amerikaanse avonturenfilm uit 1922 onder regie van Rex Ingram. Het scenario is gebaseerd op de gelijknamige roman uit 1894 van de Britse auteur Anthony Hope. Destijds werd de film in Nederland uitgebracht onder de titel De roman van een koning.

## Verhaal
Na het overlijden van zijn vader zal kroonprins Rudolf de troon van Ruritanië bestijgen. Op de dag van de kroning wordt hij ontvoerd door zijn halfbroer Michaël en opgesloten in een kerker van het fort Zenda. Groothertog Michaël is namelijk verliefd op prinses Flavia, die voorbestemd is om te trouwen met prins Rudolf. Terwijl enkele hovelingen op zoek gaan naar de kroonprins, neemt de dubbelganger Rassendyll tijdelijk diens plaats in op de troon.

## Rolverdeling
| Acteur           | Personage                         |
| ---------------- | --------------------------------- |
| Lewis Stone      | Rudolf Rassendyll / Koning Rudolf |
| Alice Terry      | Prinses Flavia                    |
| Robert Edeson    | Kolonel Zapt                      |
| Stuart Holmes    | Groothertog Michaël               |
| Ramón Novarro    | Rupert van Hentzau                |
| Barbara La Marr  | Antoinette de Mauban              |
| Malcolm McGregor | Fritz von Tarlenheim              |
| Edward Connelly  | Maarschalk von Strakencz          |
| Lois Lee         | Gravin Helga                      |
| John George      | Dwerg-huurmoordenaar              |
| Snitz Edwards    | Josef                             |
| Fairfax Burger   | Bersonin                          |
| S.E. Jennings    | De Gautet                         |